# Pittsylvania County
Pittsylvania County är ett administrativt område i delstaten Virginia, USA, med 63 506 invånare. Den administrativa huvudorten (county seat) är Chatham.

## Geografi
Enligt United States Census Bureau så har countyt en total area på 2 533 km². 2 515 km² av den arean är land och 18 km² är vatten.  

### Angränsande countyn
- Bedford County, Virginia - nordväst
- Campbell County, Virginia - nordost
- Halifax County, Virginia - öster
- Caswell County, North Carolina - sydost
- Rockingham County, North Carolina - sydväst
- Henry County, Virginia - väst / sydväst
- Franklin County, Virginia - väst / nordväst